# Bottomless Pit
Bottomless Pit è il quinto album in studio del gruppo musicale hip hop sperimentale statunitense Death Grips, pubblicato il 6 maggio 2016 dalla Harvest Records.

## Descrizione

### Premesse
Il 21 ottobre 2015, sul canale YouTube del gruppo, veniva pubblicato un video con l'omonimo titolo, Bottomless Pit. Esso consiste nella recitazione di un copione mai realizzato dal batterista del gruppo, Zach Hill, dall'attrice statunitense Karen Black. Successivamente, venne annunciato sulla loro pagina Facebook che Bottomless Pit sarebbe stato il titolo del loro quinto album.
Il 6 febbraio 2016, venne pubblicato il singolo Hot Head sui loro account di YouTube e SoundCloud.
Un giorno prima dell'uscita dell'album, il gruppo pubblicò un numero di telefono su Twitter (ora X). Chiamandolo, saresti stato accolto da una voce preregistrata, ed una volta premuto il numero 1 sul tastierino, avresti potuto sentire il brano Trash.

### Copertina
La copertina dell'album rappresenta la cantante Liz Liles Brown, già apparsa nella mixtape Exmilitary, dietro a due palloncini bianchi e rappresentata con un sorriso a trentadue denti.

## Tracce
Testi di Stefan Burnett, musiche di Andy Morin, Nick Reinhart, Zach Hill.
1. Giving Bad People Good Ideas – 3:07
2. Hot Head – 4:18
3. Spikes – 3:05
4. Warping – 2:54
5. Eh – 2:52
6. Bubbles Buried In This Jungle – 2:40
7. Trash – 2:52
8. Houdini – 2:44
9. BB Poison – 3:06
10. Three Bedrooms In A Good Neighbourhood – 3:03
11. Ring A Bell – 2:26
12. 80808 – 3:16
13. Bottomless Pit – 2:55

Durata totale: 39:18

## Formazione

### Death Grips
- MC Ride – voce
- Zach Hill – batteria, produzione
- Andy Morin – tastiere, produzione

### Membri aggiuntivi
- Clementine Creevy – voce (traccia 1)
- Nick Reinhart – chitarra elettrica